# 飯塚敏文
飯塚 敏文（いいづか としふみ、1972年5月21日 - ）は、信越放送のアナウンサー。

## 略歴
長野県東御市（旧東部町）出身。長野県上田高等学校、明治大学理工学部卒業。
1998年に北陸朝日放送へ入社。2004年9月退社後10月に信越放送に中途入社した。HAB時代から現在まで一貫してスポーツ中継を中心に活動している。

## 現在の担当番組
- ずくだせテレビ（特集キャスター／月・隔週木曜、2019年4月 -  ）
- SBCスペシャル
- あさまる（パーソナリティ／木曜・金曜、2024年10月 - ）
- ソラトモとスズトモ（2024年4月7日 - ）
- スポーツ中継

## 過去の担当番組

### 信越放送
テレビ
- 素敵にティータイム（2004年10月 - 2006年3月）
- 第31回長野県市町村対抗駅伝 （2022年4月30日）
- 3時は!ららら♪

ラジオ
- モーニングワイド ラジオJ（2005年4月 - 2006年3月、2008年3月31日 - 2013年3月28日、2018年4月4日 - 2024年3月29日））
- 坂ちゃんのずくだせえぶりでい

### 北陸朝日放送
- HABスーパーJチャンネル
- スポーツ中継